# 坦能堡戰役 (1914年)

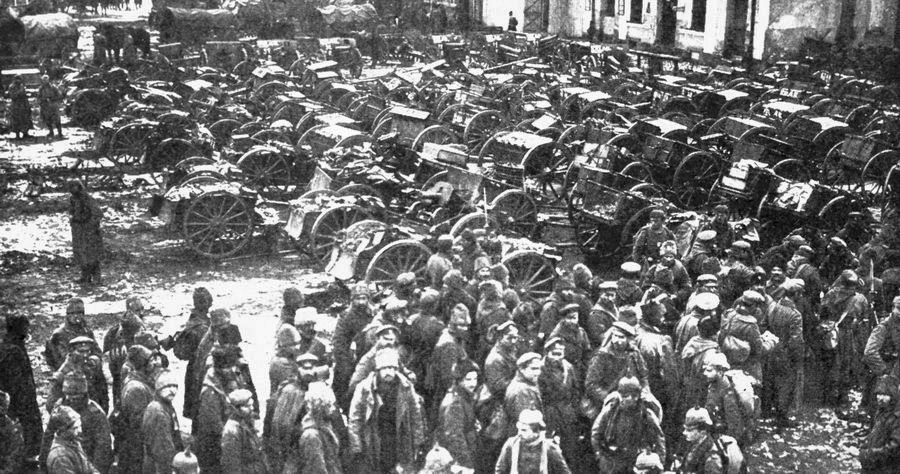
坦能堡戰役被俘俄軍

坦能堡战役（德語：Schlacht bei Tannenberg），又译為坦嫩貝格戰役，是發生在第一次世界大戰第一個月——1914年8月的第26日至第30日之間，德國和俄羅斯之間的一場戰役。此役俄羅斯第二軍團在戰鬥中幾乎全軍覆沒，統帥薩姆索諾夫將軍也自殺殉國。俄軍在之後的幾場戰鬥（第一次馬祖里亞湖戰役）中陷入被動的局面，直到1915年春形勢才有改變。這場戰役中德軍使用鐵路快速輸送兵員，實現了將兩個俄羅斯集團軍各個擊破。同時俄軍没有给無線電報加密，泄露重要軍情。德軍的勝利令兴登堡及其參謀鲁登道夫聲威大震。
這場戰役的地點實際上更靠近阿伦施泰因（今奥尔什丁），而非30公里外的坦能堡。然而興登堡將戰役視為對東歐諸國在500多年前於第一次坦能堡戰役中擊敗条顿骑士团的報復，因此將戰役冠以坦能堡之名。

## 背景
德國參與第一次世界大戰時主要按照施里芬计划制定戰略。計劃的目的是避免對俄法兩國同時進行雙線作戰，計劃生效的關鍵在於兩國進行總動員的速度不同。德國企圖利用基礎設施的優勢趕在法國前完成動員，抓緊法軍尚未完成動員的時機大舉侵略並擊敗法國，隨後再將軍隊送往東方對付動員速度更慢的俄軍。如果計劃生效，德國能先後對兩個立足未穩的對手施以致命一擊，而俄軍動員的速度則是影響施利芬計劃的最重要因素。
法軍在戰爭爆發時的第十七号计划要求法軍迅速完成動員，並主動出擊將德軍逐出阿爾薩斯與洛林。東方的俄羅斯擁有一個超過95個師的大軍，但俄軍的動員必然更慢。俄羅斯稀疏而落後的鐵路網受制於佔鐵路總長度三分之一的单线铁路，無法迅速將兵員送抵前線。俄羅斯設想在戰爭開始後第15天將27個師送到前線，在第23天將52個師送到前線，但90個師全部到達前線無論如何都要在60天之後。縱然有這些困難，俄羅斯仍然對法國承諾他們會立即在南線攻擊奧匈帝國，並在第15天入侵德國的東普魯士。
東普魯士三面被俄羅斯領土環繞，形成一個岌岌可危的突出部，它從西方的維斯瓦河起到東方的俄屬立陶宛，橫寬達190公里。其北臨波羅的海，南達俄屬波蘭，縱寬達130公里。其首府柯尼斯堡坐落在中部偏東一個重重布防的半島只上。
俄羅斯依賴連接邊境的三條鐵路線中的兩條來爲軍隊輸送補給。俄羅斯使用軌距與歐洲不同，所以其鐵路到了邊境就戛然而止。其後果就是俄軍只能乘坐列車達到德俄邊境，進入德國之後就只能使用俘虜的德國鐵路機車和車輛。第一集團軍使用的是從立陶宛維爾紐斯到柯尼斯堡東南136公里處的德俄邊境的鐵路;第二集團軍使用的是波蘭華沙到柯尼斯堡西南165公里處的德俄邊境的鐵路。從這裏開始，兩個集團軍會對德軍展開鉗形攻勢。由於俄羅斯境內只有幾條簡易的土路而非鋪砌的公路，造成俄軍的補給線非常脆弱。俄軍騎兵和哥薩克人的馬匹消耗大量草料，更令俄軍補給雪上加霜。

## 戰役過程

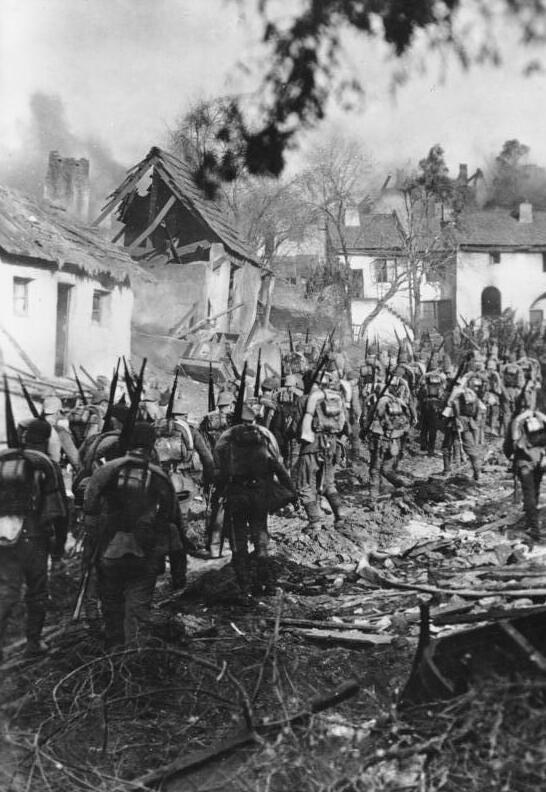
德军步兵从东普鲁士开拔前往坦能堡

在俄軍第一軍團、第二軍團逼近邊境後，早已研究過俄軍這種鉗形攻勢的德軍，也迅速調動了第二十軍靠近德俄前線邊境，並將第十七軍、後備第一軍往後調動，以增強整體防線實力。在8月22日，德軍東線司令部轉進穆爾豪森，相較俄軍司令部，德軍參謀和指揮官更靠近前線，也更能掌握部隊和補給狀況。8月23日，毛奇抵達了前線司令部，並基於埃里希·魯登道夫在列日的優異表現，命令其為防守和反攻的指揮官，但事實上，德軍相關的防守、反擊和軍隊調度及計畫，早就由馬克斯·霍夫曼所完成。

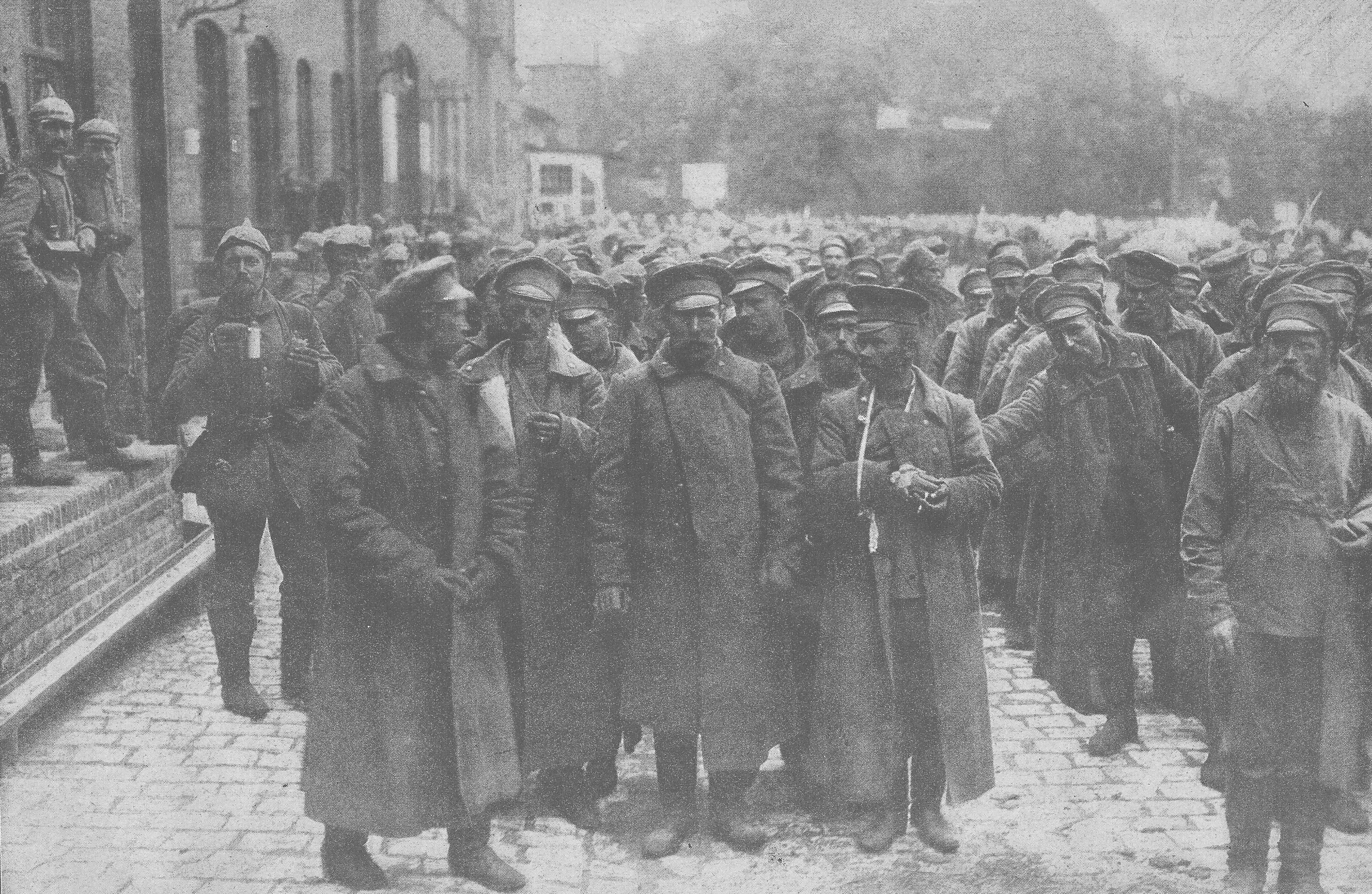
特尔西提火车站前聚集的俄军俘虏

事實上，雖然正式的戰役在8月26日開打，但24-25日時，德軍和俄軍的分隊，早已展開遭遇戰，由於德軍轉進和俄軍進攻的步調皆未統一，調度上也多有混亂，兩軍的補給、火砲和支援也都未完全抵達前線，所以縱然德軍或俄軍分別在烏斯道、艾倫斯坦有所斬獲，但都沒有大型的追擊或運動戰。在26日時，德軍先行於俄軍左翼展開攻擊，接著又突襲俄軍右翼，由於俄軍戰線展開將近七十哩，又因為部隊不斷向前行軍搶占德軍戰略放棄的突出部，導致行軍里程過高、人困馬疲、戰線過於拉長和分散，所以右翼部隊率先潰逃。戰役的關鍵，是來到27日早上，法蘭索瓦的砲兵趕赴前線，在彈藥充足下，向俄軍發動猛攻，俄軍難以承受大量砲擊，左翼向後退去。
在28日至29日時，德軍不斷分割、向戰場東北方的拉奈拉出攔阻線，阻止俄軍向後撤退，於是俄軍轉入森林中，卻開始失去編制，在後有追兵、前有臨時防線的狀況下，開始喪失士氣，並出現大規模的逃兵、投降。最後，俄軍第二軍團統帥亞歷山大·薩姆索諾夫於30日在维伦堡（Willenburg）的森林中自殺，來到俄軍悲劇的最高潮。在此戰鬥時間，縱然俄軍第一軍團嘗試救援，但德軍防禦有當，且俄軍缺乏直接且明確的軍團之間聯絡鏈，導致救援不利。
俄軍最終士氣大減，且截至8月31日時，喪失了兩個半以上的軍級單位，被俘、失蹤、逃兵者超過10萬5千人，整個西部防線大開。德軍的機動攻勢和大勝，建立在俄軍不斷的戰略失誤，以及未使用暗語的無線電通訊，讓德軍可以輕易截獲俄軍的調度和討論，也可以讓德軍在即使慢了一拍的調度後，仍可以搶佔先機，狙擊或攔阻俄軍。雖然德軍獲得超乎預期的大勝和戰果，但坦能堡戰役當初設計並非用來圍死、大規模包圍俄軍，而是阻斷俄軍的攻勢，所謂的神話和兩面包抄，幾乎都是事後媒體界和德國軍方所營造的傳說。

## 后续

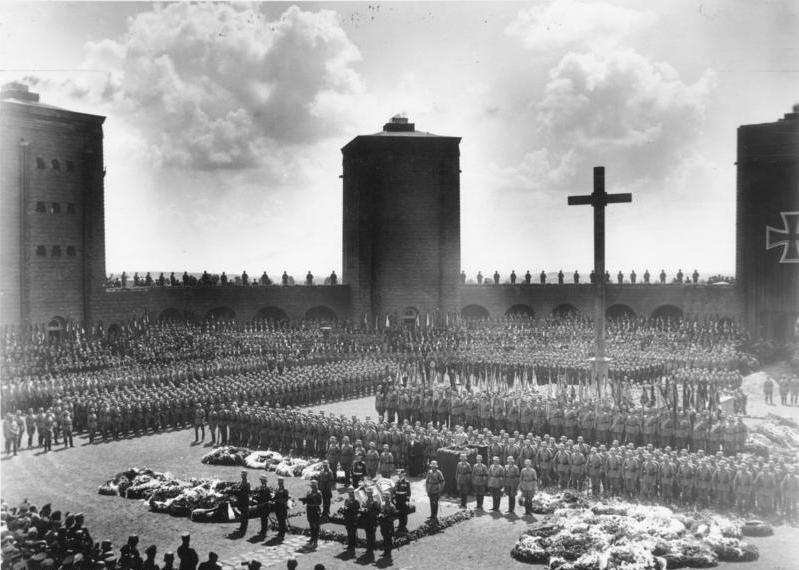
1934年德国在坦能堡纪念碑前进行国家公祭

俄羅斯官方對這場災難的調查中指責日林斯基沒有控制好他的兩支軍隊，他在西北司令部的职位被替換，並随后被派往法國。倫宁坎普被免除了罪名，但在两年后在波蘭被迫退休。
興登堡因这场战役被譽為史詩般的英雄，魯登道夫被大力稱讚，但霍夫曼卻被媒體普遍忽視。后者顯然對此並不滿意，他後來參觀了該地區並指出，“這是陸軍元帥在戰鬥前睡覺的地方，這是他在戰鬥後睡覺的地方，也是他在戰鬥中睡覺的地方。”然而，興登堡反駁說：“如果戰鬥不順利，‘興登堡’這個名字就會從德國的一端傳到另一端。”興登堡的回憶錄中沒有提到霍夫曼，在他的回憶錄中，魯登道夫將這次包圍歸功於他，大多數歷史學家都認為他指挥了主要的战斗。

### 纪念
紀念這場戰役的德國紀念碑於1927年在霍亨施泰因（Hohenstein）落成。德军于1945 年1月從普魯士撤退時被迫将其炸毀。威玛德國的電影導演海因茨·保羅（Heinz Paul）製作了一部關於這場戰鬥的電影《坦能堡》，该片於1932年在東普魯士拍攝。
這場戰鬥是亞歷山大·伊薩耶維奇·索贊尼辛於1971年出版的小說《1914年8月》的中心，它也出現在了電子遊戲《Darkest of Days》和《Tannenberg》中。

## 延伸閱讀
- （英文）Buttar, Prit. . Bloomsbury Publishing. 2014. ISBN 978-1782009726.
- Clark, Christopher, , Cambridge, 2006, ISBN 978-0-674-02385-7
- Durschmied, Erik, , , Arcade, 2000, ISBN 978-1-55970-515-8
- Harrison, Richard W., , Bond, Brian  (编), , London: Brassey's: 13–31, 1991, ISBN 0-08-040717-X
- Haufler, Hervie, , New York: New American Library: 10, 2003, ISBN 978-0-451-20979-5
- Jaques, Tony, , Greenwood, 2007, ISBN 978-0-313-33537-2
- Showalter, Dennis E,  2004, Brassey's, 1991, ISBN 978-1-57488-781-5
- Stevenson, David, , Penguin Books Ltd, 2004, ISBN 978-0-14-026817-1
- Stone, David. . Lawrence: University Press of Kansas. 2015. ISBN 9780700620951.
- Strachan, Hew, , Oxford: Oxford, 2001, ISBN 0-19-926191-1
- Sweetman, John,  1st, London: Cassell, 2004, ISBN 978-0-304-35635-5
- Tuchman, Barbara Wertheim, , New York: Ballantine Books, 1994, ISBN 978-0-345-47609-8
- Hastings, Max(2013), Catastrophe 1914: Europe Goes to War. London, Knopf Press, Release Date 24 September 2013, ISBN 978-0307597052
- Martin van Creveld(2004), Supplying War: Logistics from Wallenstein to Patton,Cambridge University Press,ISBN 978-0521837446

## 外部連結
1. 1 2  Hastings 2013，第281頁.
2. 1 2 3  Buttar & 2014，第199页
3. ↑  Liddell, Hart. . 麥田出版. 2014: 187–188. ISBN 978-986-344-118-2.
4. ↑  Liddell, Hart. . 麥田出版. 2014: 190. ISBN 978-986-344-118-2.
5. ↑  Liddell, Hart. . 麥田出版. 2014: 193. ISBN 978-986-344-118-2.
6. ↑  Liddell, Hart. . 麥田出版. 2014: 193–195. ISBN 978-986-344-118-2.
7. ↑  Liddell, Hart. . 麥田出版. 2014: 194–196. ISBN 978-986-344-118-2.
8. ↑  Liddell, Hart. . 麥田出版. 2014: 196–197. ISBN 978-986-344-118-2.